# Język konda (transnowogwinejski)
Język konda, także: ogit, yabin, yabin-konda – język papuaski używany w prowincji Papua Zachodnia w Indonezji. Według danych z 1988 roku posługuje się nim 500 osób.
Jego użytkownicy to przede wszystkim osoby dorosłe. Społeczność etniczna zamieszkuje miejscowości Wamargege i Konda (distrik Konda, kabupaten Sorong Selatan).
Jest słownikowo bliski językowi yahadian (61% podobieństwa leksykalnego).
W użyciu są również języki indonezyjski i tehit (ze względu na zawieranie małżeństw mieszanych z ludem Tehit). Pod koniec lat 80. XX w. konda pozostawał jednak głównym środkiem kontaktów domowych.